# Władimir Czernawin (admirał)
Władimir Nikołajewicz Czernawin, ros. Владимир Николаевич Чернавин (ur. 22 kwietnia 1928 w Mikołajowie, zm. 18 marca 2023 w Moskwie) – radziecki i rosyjski dowódca, admirał floty, Bohater Związku Radzieckiego (1981).

## Życiorys
Jego ojciec zginął na froncie w 1944. Po ataku Niemiec na ZSRR w 1941 ewakuowany do Uljanowska, gdzie uczył się w technikum mechanicznym, później w 1944–1947 uczył się w szkole marynarki wojennej w Baku i w 1947 rozpoczął służbę w Marynarce Wojennej ZSRR. W 1951 ukończył wyższą szkołę marynarki wojennej w Leningradzie, służył we Flocie Północnej jako nawigator okrętu podwodnego i zastępca dowódcy okrętu podwodnego, od 1949 należał do partii komunistycznej, w 1965 ukończył Akademię Marynarki Wojennej, a w 1969 Wojskową Akademię Sztabu Generalnego Sił Zbrojnych ZSRR. W latach 1977–1981 był dowódcą Floty Północnej, a w latach 1981–1985 szefem sztabu - pierwszym zastępcą dowódcy Marynarki Wojennej. Od 1985 do 1992 dowodził Marynarką Wojenną.
Był przewodniczącym związku podwodniaków (ros. Межрегиональная общественная организация «Союз моряков-подводников Военно-Морского Флота Российской Федерации»). 
4 listopada 1983 awansowany do stopnia admirała floty.

## Odznaczenia
- Złota Gwiazda Bohatera Związku Radzieckiego (18 lutego 1981)
- Order Lenina (dwukrotnie, 1971 i 1981)
- Order Rewolucji Październikowej (1976)
- Order Czerwonego Sztandaru (1966)
- Order Czerwonej Gwiazdy (21 kwietnia 1988)
- Order Aleksandra Newskiego (2013)
- Order Za Morskie Zasługi (2008)
- Order Męstwa (1997)
- Order Ludowej Republiki Bułgarii I klasy (Bułgaria, 1985)

I inne.